# Human (The Veronicas)
Human è il quinto album in studio del duo musicale australiano The Veronicas, pubblicato il 25 giugno 2021 dalla Sony Music Australia.
Il disco è stato pubblicato a distanza di un mese dal precedente album in studio, Godzilla.

## Descrizione
Frutto di un lavoro iniziato nel 2016, il disco ha subito numerosi cambiamenti nel corso del tempo, per poi uscire in parallelo con il quarto disco in studio del duo, Godzilla, che è stato distribuito meno di un mese prima di Human. 
Human era stato originariamente annunciato come quarto album in studio del duo dopo la pubblicazione del singolo Biting My Tongue, distribuito nel 2020, ma il 26 marzo 2021 è uscito il singolo Godzilla, che ha dato il titolo al disco omonimo programmato per il 28 maggio. Quattro settimane dopo è stato messo in commercio anche Human, quinto progetto discografico delle The Veronicas.

## Tracce
1. Without You – 2:55 (Jessica Origliasso, Lisa Origliasso, Roberto De Sá, Isabella Kearney-Nurse)
2. Lies (feat. Muki) – 3:31 (Jessica Origliasso, Lisa Origliasso, Sam Sakr, Madeline Crabtree)
3. Movie Star (feat. Fr33sol e Lavva) – 3:16 (Jessica Origliasso, Lisa Origliasso, David Musumeci, Anthony Egizii, Wakeel Thomas, Deja Miller)
4. LA – 2:50 (Jessica Origliasso, Lisa Origliasso, Sam Sakr, Grace Shaw, Madeline Crabtree)
5. On Your Side – 2:51 (Jessica Origliasso, Lisa Origliasso, Jim Eliot, Wayne Hector)
6. Out of Time (feat. Wrabel) – 3:43 (Jessica Origliasso, Lisa Origliasso, Drew Pearson, Stephen Wrabel)
7. Think of Me – 3:04 (Jessica Origliasso, Lisa Origliasso, Roberto De Sá, Isabella Kearney-Nurse)
8. Jealous – 2:46 (Jessica Origliasso, Lisa Origliasso, Roberto De Sá, Isabella Kearney-Nurse)
9. Biting My Tongue – 3:06 (Jessica Origliasso, Lisa Origliasso, David Musumeci, Anthony Egizii)
10. Goodbye – 3:34 (Jessica Origliasso, Lisa Origliasso, David Musumeci, Anthony Egizii, Isabella Kearney-Nurse)
11. Life of the Party (feat. Allday) – 3:23 (Jessica Origliasso, Lisa Origliasso, Alexander Wildwood, Tomas Gaynor, Isabella Kearney-NurseWrabel)
12. Human – 3:07 (Jessica Origliasso, Lisa Origliasso, David Musumeci, Anthony Egizii)

## Classifiche
| Classifica (2021) | Posizione massima |
| ----------------- | ----------------- |
| Australia         | 5                 |